# Kean (film fra 1924)
 For alternative betydninger, se Kean. (Se også artikler, som begynder med Kean)
Kean (originaltitel Kean ou Désordre et génie) er en fransk stumfilm fra 1924 af Alexandre Volkoff.

## Medvirkende
- Ivan Mosjoukine som Edmund Kean
- Nathalie Lissenko som Elena de Koefeld
- Nicolas Koline som Solomon
- Otto Detlefsen
- Mary Odette som Anna Damby
- Kenelm Foss som Mewill
- Pauline Po som Ophélie / Juliette